# A-WA
Le A-WA (in arabo significa Sì) sono un trio di cantanti israeliane di origini yemenite. Il loro singolo intitolato "Habib Galbi", sincretizzando musica tradizionale yemenita e musica hip-hop ed elettronica, si è rivelato un successo mondiale.

## Storia
Cresciute a Shaharut, cittadina israeliana del sud non molto lontana dal confine giordano, le tre sorelle - Tair, Liron e Tagel - hanno iniziato la loro esperienza musicale esibendosi in lingua araba, ritrovando le proprie radici yemenite ereditate dai nonni paterni immigrati in Israele dallo Yemen negli anni '50.
Il primo cantante a registrare il patrimonio musicale yemenita fu Shlomo Moga'a negli anni '60, di cui hanno ripreso alcune canzoni che ascoltavano da bambine. L'incontro con la musica è avvenuta quando le ha ascoltate Tomer Yosef, cantante dei Balkan Beat Box e anch'egli di origini yemenite, che ha fornito le sonorità agli silsulim delle tre sorelle.
Il loro primo album, Habib Galbi, è composto da 12 tracce, con pezzi hip hop e titoli tratti dalle poesie d'amore arabe, come Ya Rateish Al Warda (Se tu fossi una rosa) è Zangabila (La pianta di zenzero). Il genere musicale di riferimento del gruppo è noto in Israele come musica mizrahì ed è derivato dalle tradizioni musicali sviluppate dalle comunità ebraiche mediorientali e maghrebine.
Sono molti gli artisti israeliani di origine mizrahì ad aver costruito la propria carriera musicale esprimendosi nella lingua araba (o nelle sue varianti giudaiche delle loro comunità di origine); tra questi si citano Dudu Tassa, cantautore di origine irachena che trae ispirazione per i suoi pezzi dai lavori del nonno e del prozio, e Neta Elkayam, di origini marocchine, la quale ha realizzato i suoi progetti musicali esibendo pezzi miliari del repertorio musicale ebraico maghrebino del secolo scorso (in particolare di Samy Elmaghribi, Line Monty e di Maurice El Mediouni).

## Discografia
- 2016 - Habib Galbi
- 2019 - Bayti Fi Rasi